# Routes
Routes település Franciaországban, Seine-Maritime megyében. Lakosainak száma 286 fő (2022. január 1.). Routes Carville-Pot-de-Fer, Doudeville, Harcanville, Saint-Vaast-Dieppedalle és Veauville-lès-Quelles községekkel határos.

## Népesség
A település népessége az elmúlt években az alábbi módon változott:
| Lakosok száma | 245  | 261  | 273  | 273  | 275  | 278  | 280  | 287  | 286  |
|               | 2013 | 2015 | 2016 | 2017 | 2018 | 2019 | 2020 | 2021 | 2022 |